# Ligne de Tabanovce à Gevgelija
La ligne de Tabanovce à Gevgelija est la principale voie ferrée de la Macédoine du Nord. Elle est gérée par Makedonski Železnici - Infrastruktura et exploitée par Makedonski Železnici. Elle fait partie du corridor européen 10, qui relie le nord et le sud des Balkans. La ligne est ainsi un maillon de celle, plus grande, qui relie Belgrade à Thessalonique.

## Géographie
La ligne traverse la Macédoine du Nord sur un axe nord-ouest/sud-est. Elle commence à la frontière serbe et traverse la plaine du Žegligovo avant de rejoindre Kumanovo, la troisième ville du pays. Ensuite, elle quitte son axe pour former une boucle vers l'ouest, où elle atteint Skopje, la capitale. La ligne descend ensuite la vallée du Vardar vers Veles puis à travers les étroites gorges de Demir Kapiya et de Klisoura avant d'arriver à Gevgelija, où le Vardar traverse la frontière de la Grèce.
La ligne de chemin de fer est secondée par l'autoroute M1, qui suit un tracé similaire.

## Histoire
Cette ligne est la plus vieille de la Macédoine du Nord, elle fut achevée en 1873. La construction a été planifiée par les Chemins de fer Orientaux, alors que la région faisait encore partie de l'Empire ottoman. La section Thessalonique-Miravtsi fut terminée en juin 1872, la section Miravtsi-Krivolak en janvier 1873, Krivolak-Veles en avril 1873, et Veles-Skopje en août 1873. La section Skopje-Tabanovtsé ne fut quant à elle ouverte qu'en 1888, permettant une liaison avec Belgrade. Enfin, le nœud situé à l'est de Skopje, autour de la gare de marchandises de Troubarevo, date de 1971.
Malgré sa grande importance pour l'économie macédonienne, la ligne n'est pas en bon état et les trains ne peuvent dépasser 90 km/h. Des campagnes de reconstruction sont toutefois lancées et 53 kilomètres de voie doivent ainsi être refaits en 2012.

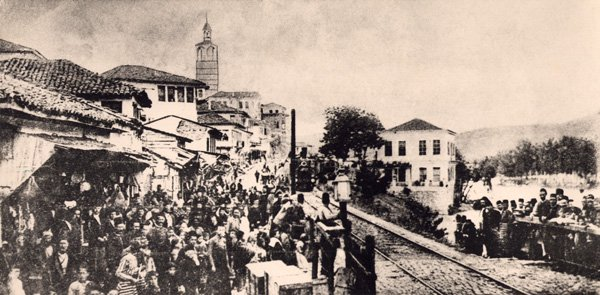
Arrivée du premier train à Veles.
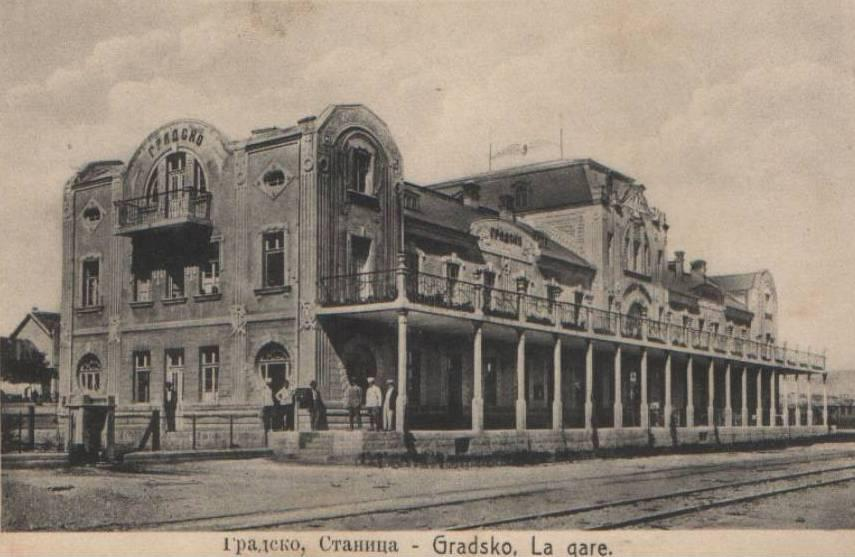
La gare de Gradsko, détruite pendant la Seconde Guerre mondiale.

## Liste des gares
Voir le schéma de la ligne dans le tableau à droite (à dérouler).